# Dione (měsíc)
Dione (též Saturn IV) je měsíc planety Saturn. Od Saturnu je vzdálen 377 400 kilometrů. Jeho poloměr je 560 kilometrů. Hmotnost měsíce je odhadována na 1,05×1021 kg. Objeven byl roku 1684 a objevitelem se stal Giovanni Domenico Cassini. Doba jednoho oběhu kolem planety měsíci je 2,736914742 dne. Doba rotace je stejná a je rovna 2,736914742 dne. Povrch je poset mnoha krátery, které mohou být až 35 km velké. Dione je koorbitální s měsíci Polydeuces obíhajícím kolem jejího libračního centra L5 a Helene obíhajícím kolem jejího libračního centra L4. V létech 2005-2015 byla několikrát fotografovaná sondou Cassini.

## Průzkum
- 11.10.2005 - 499 km
- 7.4.2010 - 503 km
- 12.12.2011 - 98 km
- 2.5.2012 - 8056 km
- 16.6.2015 - 515 km
- 17.8.2015 - 474 km

## Galerie

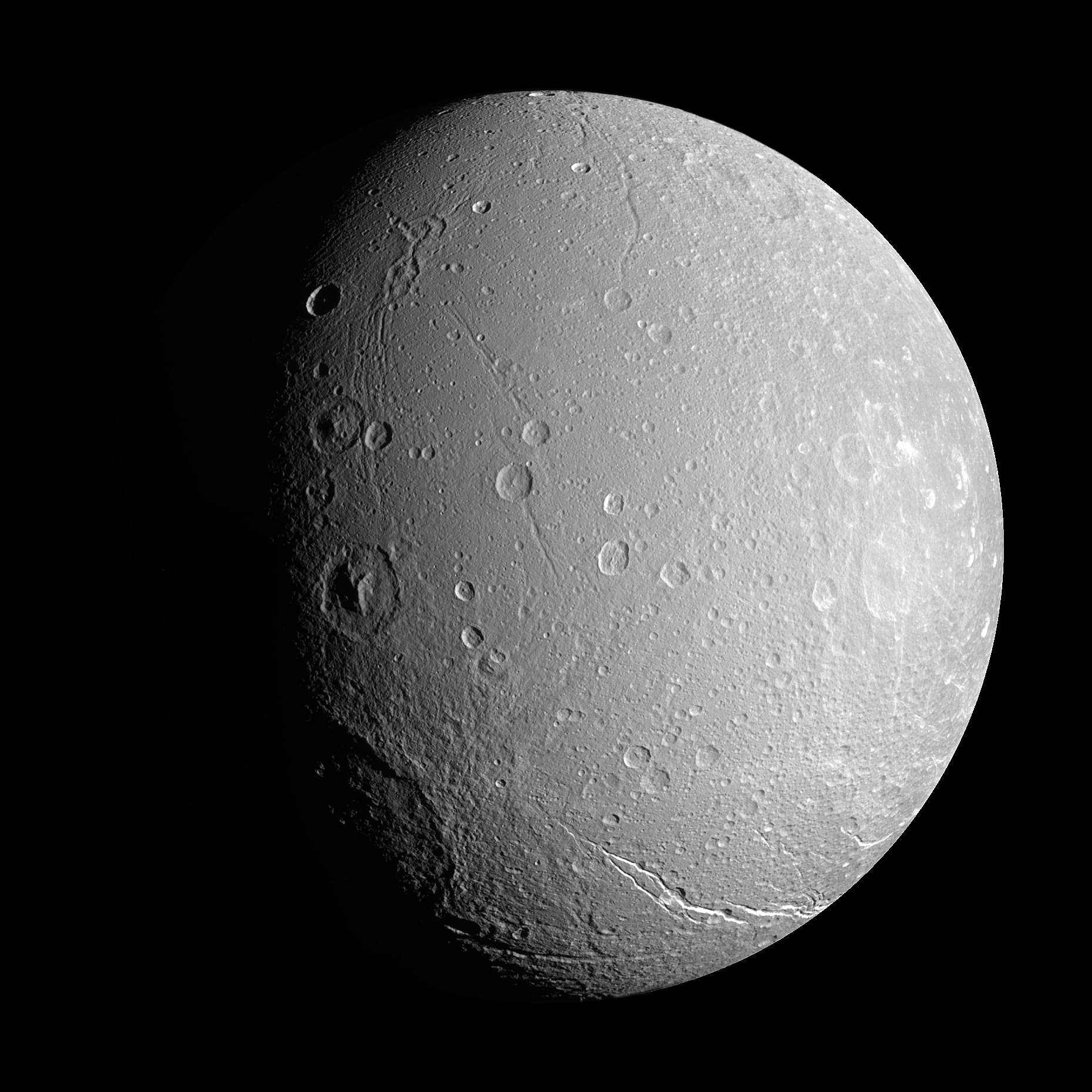
Měsíc Dione, jak ho zachytila sonda Cassini.

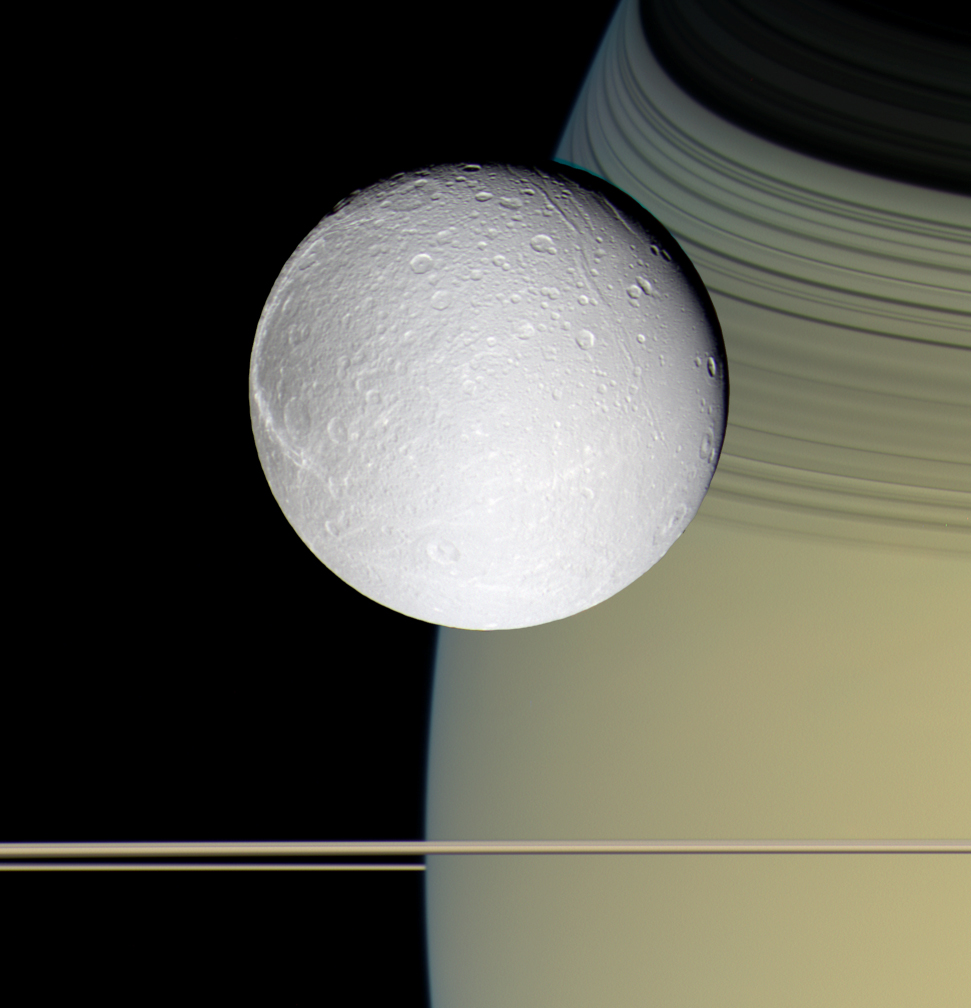
Měsíc Dione proti stínu Saturnových prstenců.

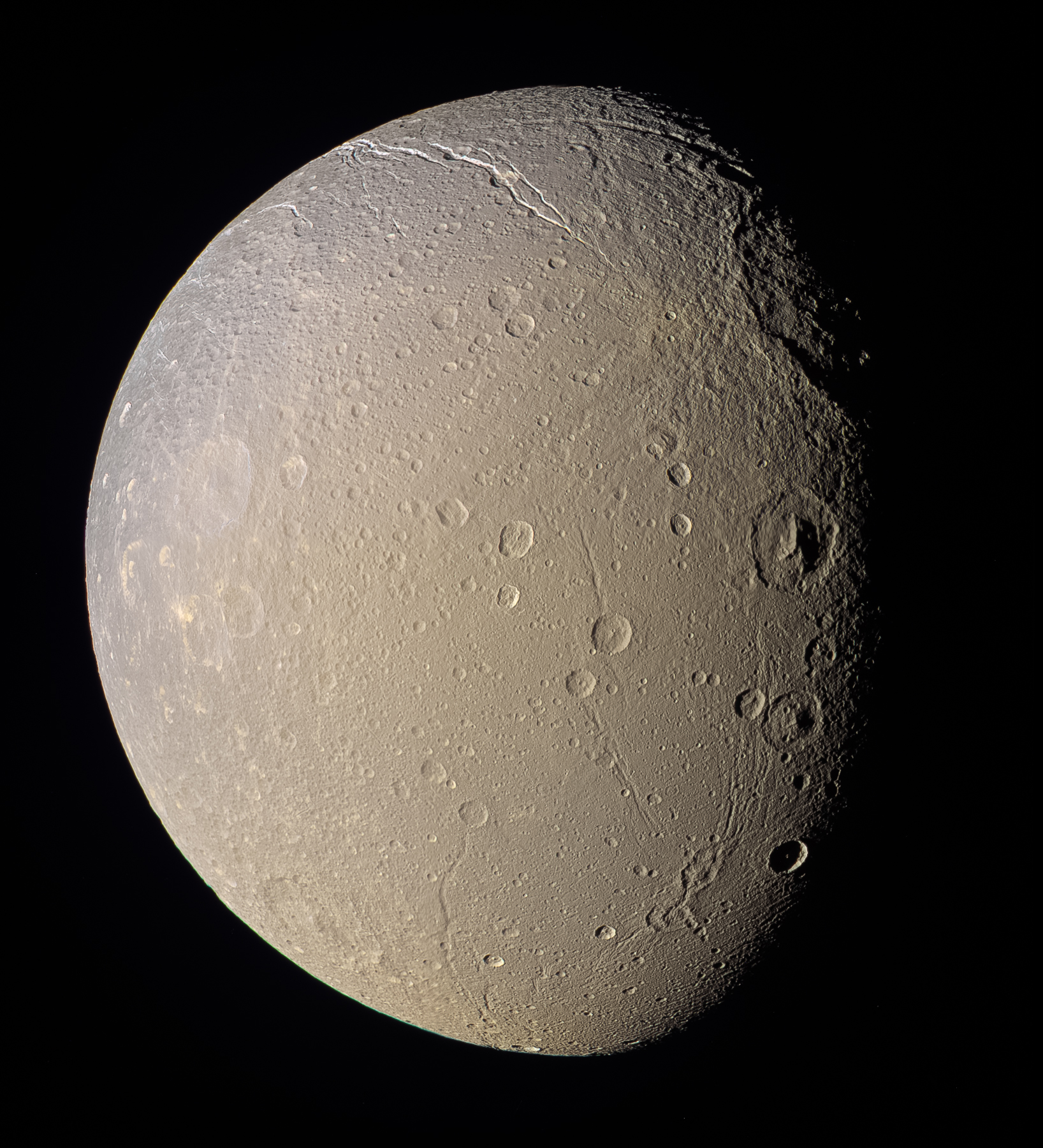
Měsíc Dione, jak ho zachytila sonda Cassini, v roce 2007
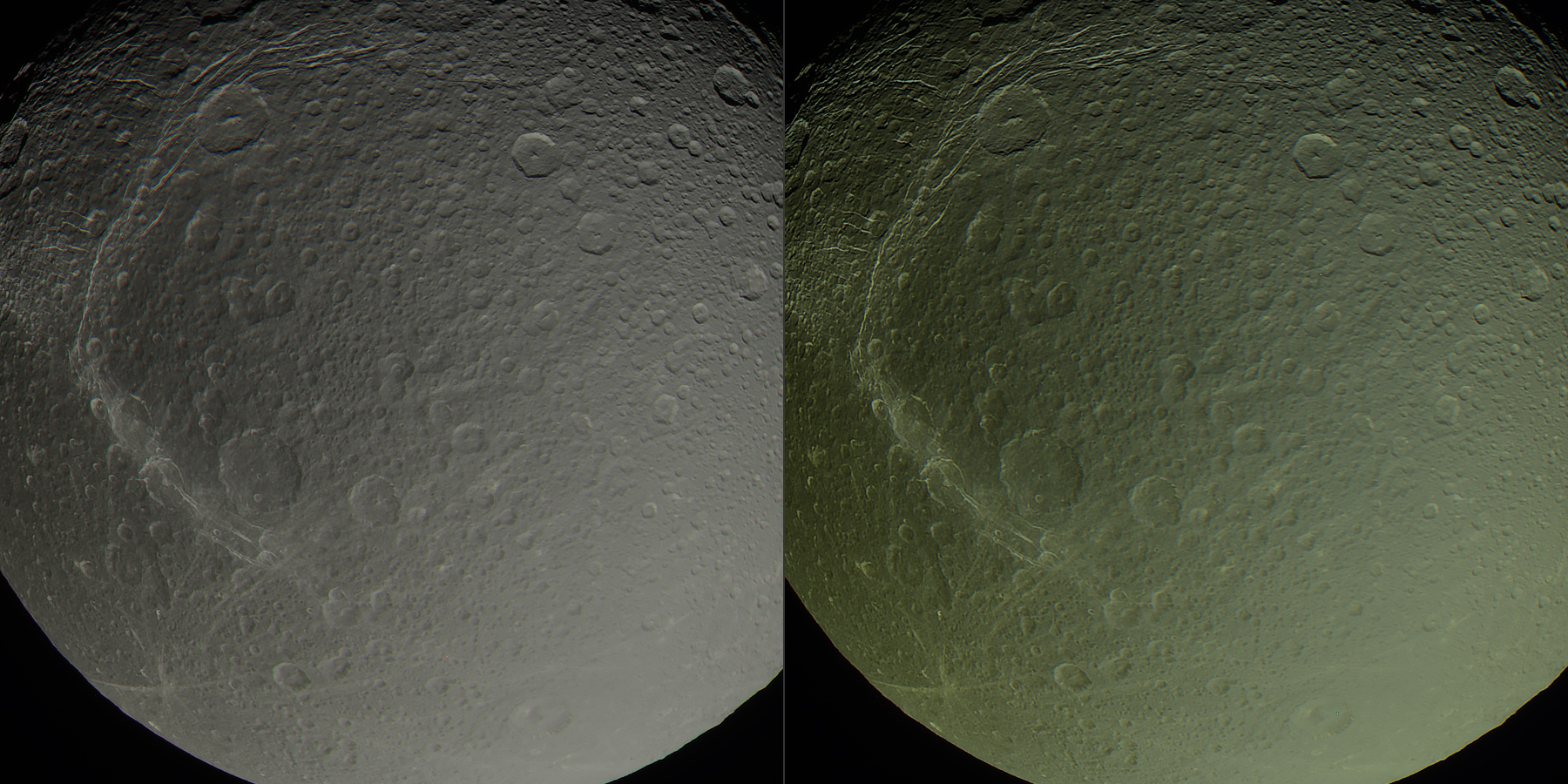
Měsíc Dione ze vzdálenosti 71 000 km
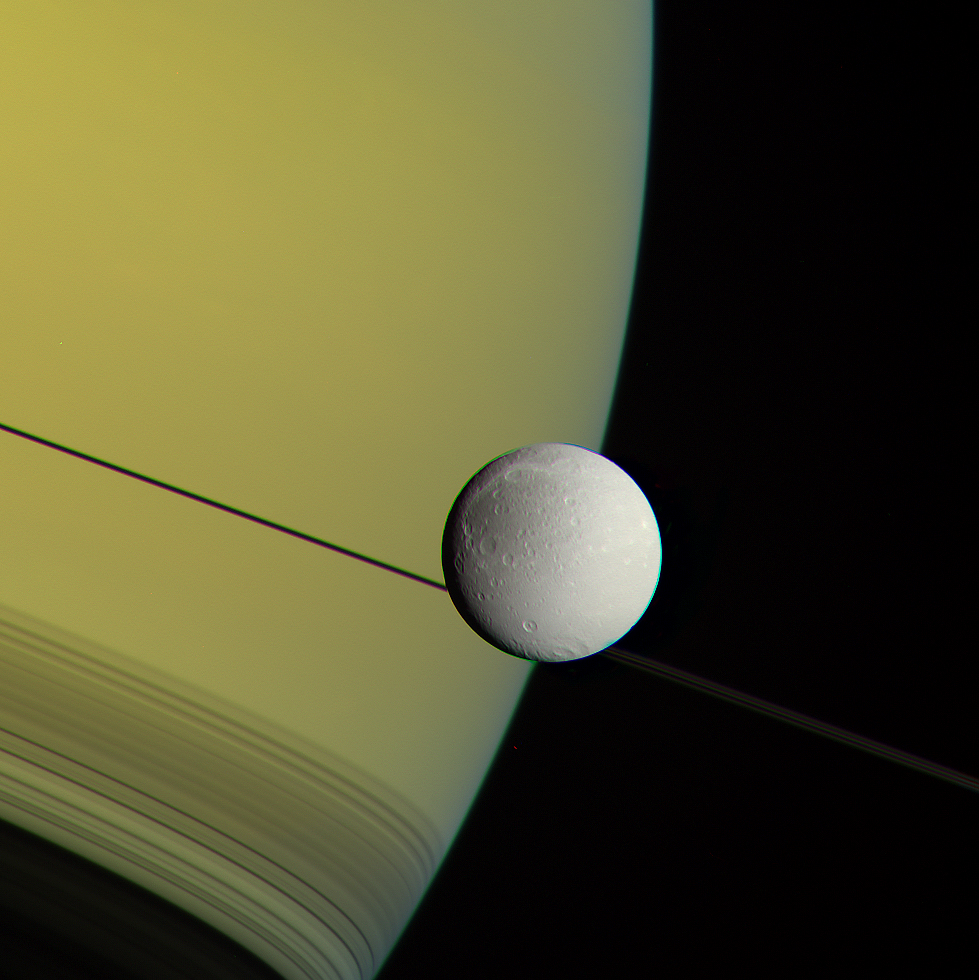
Dione a Saturn, 2012